# Ливийско-филиппинские отношения
Ливийско-филиппинские отношения — двусторонние дипломатические отношения между Ливией и Филиппинами. Посольство Ливии находится в Маниле, а посольство Филиппин — в Триполи.

## История

### Период Каддафи
Внешняя политика лидера Ливии Муаммара Каддафи в значительной степени охватывала Филиппины, особенно Минданао. После резни в Маниле в 1971 году, унёсшей жизни многих филиппинских мусульман в Котабато, Каддафи оказал военную помощь сепаратистской группировке «Национально-освободительный фронт моро» и предоставил ей убежище в Триполи. На встречах Организации исламского сотрудничества Ливия взяла на себя инициативу по обсуждению проблем, с которыми сталкиваются филиппинские мусульмане. Ливия также получила поддержку от своего товарища по Организации исламского сотрудничества, Малайзии, которая в то время испытывала дипломатическое напряжение с Манилой из-за срыва операции «Мердека», программы дестабилизации, направленной на поощрение разногласий между немалайскими этническими группами в малайзийском штате Сабах. В 1972 году в Джидде, Саудовская Аравия, Организация исламского сотрудничества впервые официально выразила «серьёзную озабоченность тяжёлым положением филиппинских мусульман».
На Четвёртой Исламской конференции в Бенгази в 1973 году Ливия выступила с решительной инициативой, чтобы Организация исламского сотрудничества приняла решительную резолюцию против Филиппин, в которой выражалась «глубокая озабоченность в связи с сообщениями о репрессиях и массовом уничтожении мусульман на юге Филиппин и обращение к правительству Филиппин немедленно прекратить эти операции». Индонезия убедила ОИС включить вопрос о филиппинских мусульманах в повестку дня.
Посредством дипломатии президента Филиппин Фердинанда Маркоса ОИС смягчила свою позицию в отношении Филиппин и воспользовалась членством Национально-освободительного фронта моро, чтобы организовать и начать переговоры между сепаратистской группой и правительством Филиппин. Дипломатические отношения между Ливией и Филиппинами были официально установлены в 1976 году с подписанием Совместного коммюнике. В 1976 году в Триполи было подписано соглашение, которое заставило НОФМ отказаться от своей сепаратистской цели в пользу автономии. Однако договор был недолгим из-за того, что президент Фердинанд Маркос настаивал на проведении референдума, чтобы определить, какая провинция хочет быть частью автономного региона. К 1978 году прекращение огня было нарушено ещё до подписания Мирного соглашения между правительством Филиппин и Национально-освободительным фронтом Моро в 1996 году.
В августе 1986 года в 30-минутном интервью бразильскому телеканалу Bandeirantes в Триполи Муаммар Каддафи признал, что поддерживает сепаратистов моро на юге Филиппин. Каддафи дал интервью в своём доме, который США взорвали в апреле того же года.

### Гражданская война в Ливии и период после Каддафи
Филиппины не решались переключить признание правительства Муаммара Каддафи на Переходный национальный совет в качестве единственного законного представителя Ливии, даже несмотря на то, что многие правительства, включая США и Европейский союз, уже признали этот новый орган власти. Главная забота Филиппин заключалась в обеспечении безопасности своих филиппинских рабочих за рубежом. Около 10 000 иностранных рабочих были репатриированы из Ливии, в то время как около 2 000 настаивали на том, чтобы остаться, несмотря на соображения безопасности.
24 августа 2011 года министерство иностранных дел Филиппин выразило поддержку ПНС после перехода посольства Ливии в Маниле на сторону нового совета. В тот же день посольство изменило зеленый флаг Каддафи на нынешний красно-чёрно-зелёный триколор. ПНС направил представителей в посольство Филиппин в Триполи, чтобы обеспечить безопасную репатриацию филиппинцев из Ливии.
30 августа 2011 года Филиппины официально признали ПНС единственным законным правительством Ливии. Государство выразило благодарность ливийскому народу за то, что он обезопасил своих филиппинцев за границей во время конфликта. Правительство Филиппин также обратилось к Ливии с просьбой снова принять филиппинских рабочих и надеялось помочь в восстановлении новой Ливии «в лице филиппинских специалистов в области строительства, энергетики и медицины».  Назначенный председателем Всеобщего национального конгресса Ливии Мухаммед аль-Макриф 22 октября 2012 года высоко оценил важный вклад филиппинских медсестёр и медработников в ливийское общество.

### Другое
В Ливии проживает значительная община филиппинцев, состоящая из рабочих-мигрантов в строительном, медицинском и туристическом секторах, а также их детей. С 5000 человек в 2003 году население выросло до 7913 человек к 2006 году; мужчин было больше чем женщин примерно вдвое. Во время вспышки атипичной пневмонии в 2003 году ливийские власти запретили филиппинцам выезжать в страну, в результате чего 700 рабочих потеряли свою работу. С 2005 года посольство Филиппин спонсирует ежегодные встречи филиппинских рабочих в стране, пытаясь укрепить среди них дух общности. Филиппинцы, работающие в Ливии, которые привозят с собой своих детей, обслуживаются школой, созданной специально для филиппинцев — Филиппинской общественной школой. По состоянию на 2006 год в Ливии проживало 794 филиппинских детей.